# 观庙镇
观庙镇，是中华人民共和国河南省信阳市商城县下辖的一个乡镇级行政单位。

## 行政区划
观庙镇下辖以下地区：
观庙村、赵湾村、凤凰村、林湾村、大庙村、柳大湾村、梅楼村、邬庙村、南洼村、枫店村、板庙村、姜寨村、雷店村、油坊村、聂小庄村、朱楼村、桃园村、张湾村、王寨村和姚榜村。